# Smrt v Benetkah
Smrt v Benetkah (v izvirniku Der Tod in Venedig) je novela nemškega pisatelja Thomasa Manna. Prvič je bila objavljena leta 1912. Pripovedno delo opisuje veliko pisateljsko blokado pripovedovalca Aschenbacha, ki jo omrtvičen in morbiden rešuje s potovanjem in obiskom Benetk. Pripovedovalec v osebni krizi navdiha je vidno osvobojen, povzdignjen in navdihnjen ob pogledu na mladega dečka. Kasneje pa ga deček vedno bolj pričenja obsedati, a se ga nikoli ne dotakne niti ga ne ogovori, le mučno opisuje notranjo uničujočo strast. Med opisovanjem Benetke in kasneje tudi pripovedovalec podležejo uničujoči epidemiji kolere.
Pripoved je močno intertekstualna z vidnimi citati, navedki in poudarki iz Platonovih filozofskih del, še posebej Simpozija in Phaedrusa, opira pa se tudi na Nietzscheja in njegov idejni kontrast med bogom zadržanosti in oblikovanja Apolom ter bogom ekscesa in strasti Dionizom.
Novela ima avtobiografske prvine. Mann je leta 1911 z ženo Katio obiskal Benetke, kjer je srečal poljsko plemiško družino z dečkom Wladyslawom Moesom. Tudi homoseksualna čustva, ki se bolj ali manj odkrito pojavljajo v več delih Thomasa Manna, so avtobiografska, kot razkrivajo Mannovi ohranjeni dnevniki.

## Vsebina
Gustav von Aschenbach, zgodaj ovdoveli pisatelj, star okrog 50 let, že od mladosti živi asketsko in disciplinirano življenje zatrtih strasti. 
Nekega dne, ko preživlja ustvarjalno krizo, med sprehodom po Münchnu njegovo pozornost pritegne robat rdečelas moški. Mimobežni dogodek v njem sproži navdih za potovanje. Odpravi se v Benetke. V hotelu sreča poljsko družino s približno 14-letnim Tadziem. Očaranemu Aschenbachu se zdi deček utelešenje lepotnega ideala, o katerem so veliko razpravljali grški filozofi. 
Zaradi neznosne vročine in vlage se odloči oditi v Trst, čeprav se boji, da ne bo več videl Tadzia. Ko njegovo prtljago odpeljejo z napačnim vlakom, se z olajšanjem vrne v hotel. 
Naslednje dni opazuje Tadzia. Njuna pogleda se nekajkrat srečata. Tadziu celo sledi na sprehodih po mestu, po katerem se širi vonj po dezinfekciji. Aschenbach izve, da mestne oblasti poskušajo turistom prikriti epidemijo kolere. Pomisli, da bi dečkovo mater posvaril pred nevarnostjo, vendar tega ne stori, ker se noče ločiti od Tadzia. Pri tem tvega svoj ugled, saj se mu dozdeva, da je dečkova družina opazila njegovo obsedeno zasledovanje Tadzia.
Začenja se tudi obremenjevati s svojim starajočim se telesom, zato zahaja v lepotni salon. Ko se pogleda v ogledalo, se spomni na pretirano urejenega starejšega moškega, ki ga je srečal na ladji in ki ga je pomiloval. Začenja se zavedati, da se je v Tadzia zaljubil. Ko Tadziu spet sledi po Benetkah, pojé neoprane jagode. Čez nekaj dni se pri zajtrku slabo počuti. Za nameček izve, da Tadzieva družina po kosilu odhaja. Na plaži se še zadnjič vidita. Tadzio se po pretepu z vrstnikom prestavi bližje Aschenbachu. Ko se njuna pogleda spet srečata, hoče Aschenbach vstati z ležalnika in oditi proti njemu, vendar se zgrudi in s pogledom na Tadzia umre.  

## Benetke v noveli
V noveli je zelo veliko aluzij in medbesedilnosti. Benetke niso naključno prizorišče dogajanja. Benetke so arhitekturni biser, zgrajen na divjem močvirju. Aschenbach kot pisatelj občuduje in posnema stil klasične literature z vsem njenim redom, harmonijo in disciplino. Vso svojo energijo je usmeril v svoje umetniško delovanje, strasti pa zatrl in zato doživi krizo srednjih let. Tako pri Benetkah kot pri Aschenbachu se pojavlja nasprotje med umetnostjo oziroma kulturo na eni strani in naravo na drugi. 
Benetke so mesto ob morju, v obmorskem okolju pa je tedanja elita lahko svojim družbeno discipliniranim telesom dovolila več svobode; plaža je bila mejni prostor med družbenim in naravnim, kjer se je telo lahko bolj razgalilo in izpostavilo pogledom drugih. 
Novela je sicer le eno izmed številnih del 19. in 20. stoletja, v katerih severnjak potuje na jug oziroma v Sredozemlje, kjer se mu razprejo spolna obzorja. Strasti in nevarnost v zahodni percepciji prihajajo z juga ali vzhoda; tako je tudi s kugo in poljskim dečkom, pa tudi številnimi ohranjenimi grškimi kipi, ki prikazujejo gole moške, antične ideale lepote. Njihovo občudovanje je bilo v preteklosti legitimno in je imelo vlogo ventila za izražanje prepovedanih homoseksualnih čustev. Aschenbach Tadzia sprva občuduje kot estetski ideal, kot imeniten grški kip, toda občudovanje kmalu preseže meje intelektualnega razmišljanja ter se spremeni v strast in pogubo. 
Aschenbachova smrt v Benetkah ima vzporednice s smrtjo Johanna Joachima Winckelmanna, enega izmed največjih raziskovalcev antične kulture, katerega homoseksualnost ni bila skrivnost in ki je bil umorjen v hotelski sobi v Trstu. Prav v Benetkah pa je umrl Richard Wagner, še eno veliko ime nemške umetnosti.

## Slovenski prevodi
Novelo je iz nemščine v slovenščino za založbo Slovenski knjižni zavod leta 1951 prevedel Herbert Grün. Do danes so sledile še tri slovenske izdaje novele, vse v Grünovem prevodu.

## Priredbe
Novela je bila večkrat prirejena za opero in gledališče. Režiser Luchino Visconti je leta 1971 po noveli posnel enega izmed svojih najbolj znanih filmov, ki ima isti naslov kot novela. Glavno vlogo je odigral Dirk Bogarde.